# Mîhailivți, Murovani Kurîlivți
Mîhailivți (în ucraineană Михайлівці) este localitatea de reședință a comunei Mîhailivți din raionul Murovani Kurîlivți, regiunea Vinnița, Ucraina.

## Demografie
Componența lingvistică a localității Mîhailivți
     Ucraineană (99,29%)
     Alte limbi (0,71%)
Conform recensământului din 2001, majoritatea populației localității Mîhailivți era vorbitoare de ucraineană (99,29%), existând în minoritate și vorbitori de alte limbi.